# Institut de mécanique de précision et d'informatique Lebedev
L'Institut de mécanique de précision et d'informatique Lebedev, affilié à l'académie des sciences de Russie, est un institut de recherche spécialisé dans le développement de :
- Systèmes informatiques pour la sécurité nationale
- Logiciels et équipements pour les télécommunications
- Systèmes multimédia pour le contrôle et la formation
- Systèmes de positionnement et de navigation.

Fondé à Moscou en 1948 sous le nom d'Institut de mécanique et d'informatique, il a été rebaptisé en l'honneur de Sergueï Lebedev (1902-1974).